# Green Lantern (film)
Pour les articles homonymes, voir Green Lantern (homonymie).
Pour plus de détails, voir Fiche technique et Distribution.
Green Lantern est un film de super-héros américain réalisé par Martin Campbell et sorti en 2011. Ecrit par Greg Berlanti, Michael Goldenberg, Michael Green et Marc Guggenheim,  le scénario est inspiré des personnages créés par Bill Finger et Martin Nodell. Le film met en scène Ryan Reynolds dans le rôle principal de Hal Jordan/Green Lantern, avec également Blake Lively, Peter Sarsgaard, Mark Strong et Tim Robbins.
Lorsque l'entité maléfique Parallax s'échappe de sa prison aux confins de l'univers et parvient à blesser mortellement Abin Sur, le seul gardien capable de l'emprisonner, le corps des Green Lantern (gardiens ancestraux de la paix dans l'univers et maîtrisant la force verte de la Volonté grâce à leur anneau), dont Abin Sur faisait partie, se retrouve démuni face à leur adversaire qui maîtrise la force jaune de la peur. C'est sans compter sur le pilote d'aviation chevronné Hal Jordan, casse-cou et téméraire, qui va obtenir l'anneau de pouvoir d'Abin Sur mourant et devenir le dernier espoir des Green Lantern et de la Terre, à présent menacée par Parallax.
À sa sortie, le film reçoit des critiques très négatives dans la presse pointant notamment du doigt la faiblesse du scénario, le ton comique et le manque de fidélité des comics. Le film ne rencontre pas non plus de succès auprès du public.

## Synopsis
Il y a des milliards d'années, les Gardiens de l'univers, une espèce extraterrestre immortelle, décident d'utiliser la Force verte de la Volonté pour créer un corps armé, les Green Lantern, qui contrôle l'équilibre des 3 600 secteurs que compte la galaxie. Le gardien du secteur no 2814, Abin Sur, se distingue en capturant Parallax, l'entité maléfique alimentée par la peur, et en l'emprisonnant dans le Secteur Perdu sur la planète Ryut. De nos jours, Parallax est accidentellement libéré et, en six mois, il détruit deux planètes et tue quatre Green Lantern avant de retrouver Abin Sur et de le blesser mortellement. Abin Sur est contraint de fuir vers la planète la plus proche et d'y chercher un successeur grâce à son anneau ; il rejoint ainsi la Terre.
Hal Jordan est un pilote de chasse émérite et casse-cou. Travaillant pour la société privée Ferris, il vient de faire échouer un contrat avec l'Air Force. Très critiqué et qualifié d'irresponsable, c'est pourtant lui que choisit l'anneau d'Abin Sur. Hal met du temps à comprendre et maîtriser les pouvoirs qui viennent de lui être confiés. C'est quand il les utilise malgré lui dans une bagarre de rue que l'anneau le transporte jusqu'à la planète Oa, où il découvre sa nouvelle mission avec Tomar-Re et Kilowog. Mais Sinestro ne croit pas en lui, déçu de voir un humain (espèce qu'il considère comme jeune et prétentieuse) prendre la relève de son ami. Réalisant sa faiblesse et sa peur, Hal choisit toutefois de conserver l'anneau, mais il retourne sur Terre et abandonne le combat des Green Lantern.
Pendant ce temps, sur Terre, le professeur Hector Hammond est appelé en secret pour autopsier le corps d'Abin Sur qui a été retrouvé, mais au cours de l'opération, il est contaminé par un morceau du corps de Parallax. Il développe grâce à cela des pouvoirs télépathiques et télékinétiques au prix de déformations physiques et de dégradation de sa santé mentale. Celle-ci finit par voler en éclats quand il découvre qu'il doit cette autopsie à l'intervention de son père, le sénateur Robert Hammond. Il décide donc d'utiliser ses pouvoirs lors d'une soirée organisée en sabotant l'hélicoptère de son père pour le tuer, mais il est alors contré par Hal qui apparaît pour la première fois dans le costume de Green Lantern aux yeux du monde et de son amie d'enfance, Carol Ferris. Cette dernière le reconnaît rapidement sous son masque.
Hector Hammond est capturé par son père pour être soigné, mais il se libère rapidement et tue le sénateur. Hal enfile de nouveau le costume de Green Lantern et affronte Hammond, sans succès ; ils réalisent peu après que Parallax est en route vers la Terre. Hal retourne alors sur Oa pour demander l'aide des Gardiens, mais il ignore la vérité que Sinestro vient d'apprendre : Parallax était autrefois un Gardien de l'Univers qui a choisi d'utiliser la Force jaune de la Peur mais a succombé à son influence. Hal demande donc à Sinestro de ne pas utiliser l'anneau jaune qu'on vient de lui forger et de rejoindre son combat. Cependant, pour les Gardiens, sacrifier la Terre est moins risqué pour l'univers. Hal doit donc faire face seul sur Terre à Hammond et à Parallax. Il parvient à sauver Carol de l'emprise de Hammond qui menaçait de lui donner une part de son énergie jaune ; pour l'en empêcher, Hal fait mine de lui offrir son anneau. Or, seul celui qui a été choisi par l'anneau peut l'utiliser ; Parallax considère comme une trahison le désir de Hammond de vouloir récupérer l'anneau et le tue. Redevenu Green Lantern, Hal attire Parallax loin de la Terre pour le rapprocher du Soleil. Parallax est devenu tellement grand qu'il ne peut résister à la force d'attraction exercée par l'étoile et meurt, détruit par sa chaleur. Ce combat vaut à Hal la reconnaissance et la considération de tous les Green Lantern.
Scène inter-générique
Sinestro prend l'anneau serti d'une pierre jaune, retire son anneau serti d'une pierre verte et enfile l'anneau jaune. Sa combinaison passe du vert au jaune. Il ressent le pouvoir que cela lui procure et ouvre les yeux. Ses iris sont teints en jaune et son expression est cruelle.

## Fiche technique
- Titre original, français et québécois : Green Lantern
- Réalisation : Martin Campbell
- Scénario : Greg Berlanti, Michael Goldenberg, Michael Green, Marc Guggenheim, d'après une idée originale de Greg Berlanti, Michael Green et Marc Guggenheim, d'après les personnages créés par Bill Finger et Martin Nodell
- Musique : James Newton Howard
- Direction artistique :  François Audouy, Carl Horner, Andrew L. Jones, Iain McFadyen et Scott Plauche
- Décors : Grant Major
- Costumes : Ngila Dickson
- Photographie : Dion Beebe
- Son : John T. Reitz, Gregg Rudloff, Karen Baker Landers, Dino Dimuro, Rick Kline
- Montage : Stuart Baird
- Production : Greg Berlanti et Donald De Line
  - Production déléguée : Herbert W. Gains et Andrew Haas
  - Production associée : Wayne Johnson
  - Coproduction : Geoff Johns et Lucienne Papon
- Sociétés de production[1] : DC Entertainment, DC Comics, De Line Pictures et Envy Studios, présenté par Warner Bros.
- Société de distribution : Warner Bros.
- Budget : 200 millions de $[2],[3]
- Pays de production :  États-Unis
- Langue originale : anglais
- Format[4] : couleur (Technicolor) - 35 mm / D-Cinema- 2,35:1 (Cinémascope) - son SDDS | Datasat | Dolby Digital
- Genre : science-fiction, action, aventures, super-héros
- Durée : 114 minutes ; 123 minutes (version longue)
- Dates de sortie[5] :
  - États-Unis : 16 juin 2011 (Festival du film de Los Angeles) ; 17 juin 2011 (sortie nationale)
  - Québec : 17 juin 2011[6]
  - Belgique : 27 juillet 2011[5] ; 3 août 2011[7]
  - Suisse romande : 3 août 2011[8]
  - France : 10 août 2011[9]
- Classification[10] :
  - États-Unis : accord parental recommandé, film déconseillé aux moins de 13 ans (PG-13 - Parents Strongly Cautioned)[Note 1]
  - France : tous publics (conseillé à partir de 8 ans)[11],[12]
  - Belgique : tous publics (Alle Leeftijden)[7]
  - Suisse romande : interdit aux moins de 12 ans[13]
  - Québec : tous publics - déconseillé aux jeunes enfants (G - General Rating)[6]

## Distribution

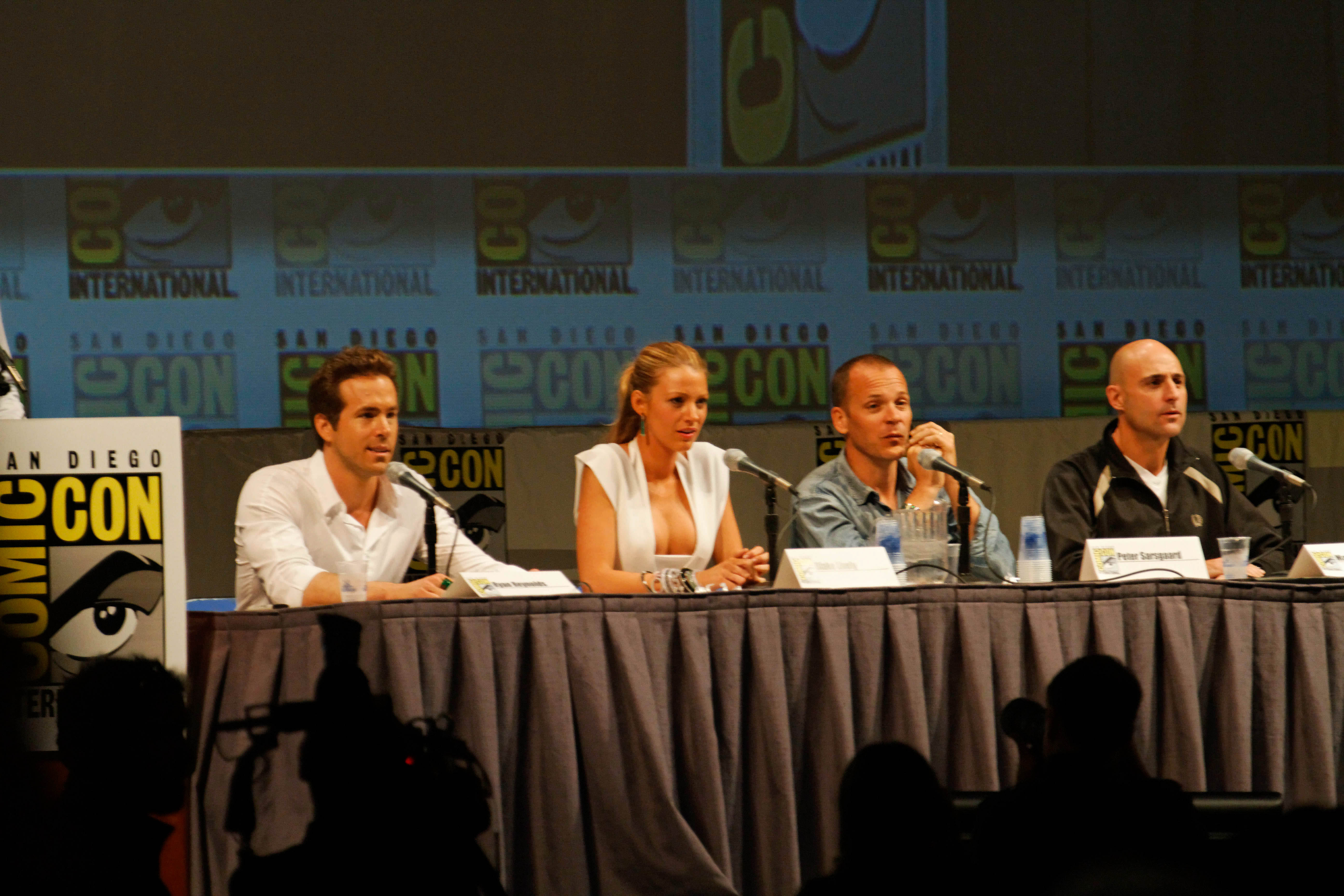
Ryan Reynolds, Blake Lively, Peter Sarsgaard et Mark Strong au Comic-Con International de San Diego en 2010.

- Ryan Reynolds (VF : Pierre Tessier ; VQ : François Godin) : Hal Jordan / Green Lantern, un pilote d'essai américain
- Blake Lively (VF : Élisabeth Ventura ; VQ : Mélanie Laberge) : Carol Ferris (en), la vice-présidente de Ferris Aircraft
- Peter Sarsgaard (VF : Alexis Victor ; VQ : Antoine Durand) : Dr. Hector Hammond (en), un scientifique
- Mark Strong (VF : Julien Kramer ; VQ : James Hyndman) : Thaal Sinestro, un Green Lantern, le mentor de Hal Jordan
- Tim Robbins (VF : Bruno Choël ; VQ : Benoit Rousseau) : Sénateur Robert Hammond
- Jay O. Sanders (VF :Thierry Murzeau ; VQ : Pierre Chagnon) : Carl Ferris le père de Carol Ferris
- Taika Waititi (VF : Patrick Mancini ; VQ : Guillaume Champoux) : Thomas Kalmaku (en), meilleur ami d'Hal Jordan
- Angela Bassett (VF : Maïk Darah ; VQ : Madeleine Arsenault) : Dr Amanda Waller
- Mike Doyle (VQ : Patrice Dubois) : Jack Jordan, le frère de Hal et Jim Jordan
- Jon Tenney (VF : Bernard Lanneau; VQ : Denis Roy) : Martin Jordan, le père d'Hal, Jack et Jim Jordan
- Leanne Cochran : Janice Jordan
- Temuera Morrison (VF : Sylvain Lemarié ; VQ : Jacques Lavallée) : Abin Sur
- Jeff Wolfe (VF : Laurent Morteau) : Bob Banks
- Geoffrey Rush (VF : Jacques Frantz ; VQ : Denis Mercier) : Tomar-Re, un oiseau à nez, membre des gardiens des Green Lanterns (voix)
- Michael Clarke Duncan (VF : Philippe Dumond ; VQ : Guy Nadon) : Kilowog, instructeur des recrues Green Lanterns (voix)
- Clancy Brown (VF : Saïd Amadis; VQ : Pierre Auger) : Parallax (voix)
- Nick Jandl : Jim Jordan, le frère de Hal et Jack Jordan
- Dylan James : Jason Jordan, le second fils de Jim Jordan et neveu de Hal et Jack Jordan
- Jenna Craig : Carol Ferris à onze ans
- Salome Jens : une gardienne

Sources et légendes : version française (VF) sur RS Doublage ; version québécoise (VQ) sur Doublage.qc.ca
NOTE: la version longue du film n'existe qu'en anglais donc les scènes concernant le jeune Hal ne sont pas doublées.

## Bande originale
Green Lantern - Original Motion Picture Soundtrack est une bande originale du film entièrement composée par James Newton Howard, ayant également travaillé pour d'autres films de Warner Bros / DC Comics Batman Begins et The Dark Knight : Le Chevalier noir avec Hans Zimmer. Éditée par Watertower Music, elle sort le 14 juin 2011 aux États-Unis.
| 1.    | Prologue/Parallax Unbound                | 3:09 |
| 2.    | Abin Sur Attacked                        | 1:08 |
| 3.    | Carol Scolds Hal                         | 1:21 |
| 4.    | Drone Dogfight                           | 3:15 |
| 5.    | Did Adam Put You Up to This?             | 2:25 |
| 6.    | The Ring Chooses Hal                     | 2:34 |
| 7.    | Genesis of Good and Evil                 | 2:35 |
| 8.    | The Induction Process                    | 3:05 |
| 9.    | Welcome to Oa                            | 1:42 |
| 10.   | We're Going to Fly Now                   | 1:53 |
| 11.   | You Reek of Fear                         | 2:13 |
| 12.   | The Origin of Parallax                   | 3:25 |
| 13.   | Run                                      | 5:30 |
| 14.   | You Have to Be Chosen                    | 7:29 |
| 15.   | Hector's Analysis                        | 1:06 |
| 16.   | Hal Battles Parallax                     | 7:19 |
| 17.   | The Corps                                | 2:19 |
| 18.   | Green Lantern Oath (feat. Ryan Reynolds) | 0:19 |
| 52:47 |                                          |      |

### Chansons
Ayant connu le succès avec leur célébration de chansons et de styles classiques du rhythm and blues de La Nouvelle-Orléans qui a rendu hommage aux chanteurs du rhythm and blues d'un demi-siècle, le groupe Joint's Jumpin' signe un accord avec Warner Bros. pour l'utilisation de leur nom dans le film Green Lantern, où il interprète également les chansons Lawdy Miss Clawdy et Barefootin' écrites et produites par Jay Weigel, toutefois arrangées par Lawrence Sieberth. Quant à She Knows It, elle est coécrite avec Lawrence Sieberth.

## Production

### Développement
En octobre 2007, le producteur et réalisateur Greg Berlanti signe pour réaliser le film Green Lantern et commence l'écriture du scénario avec les auteurs du comic book, Michael Green et Marc Guggenheim. Le scénario mélange des personnages inspirés du comic book écrit par le tandem Denny O'Neil et Neal Adams dans les années 1970 et du travail de Dave Gibbons du début des années 1980.
En décembre 2008, alors que les auteurs ont déjà rédigé trois versions du scénario, la société Warner Bros. en prépare la pré-production. Greg Berlanti est alors forcé d'abandonner son projet : le studio lui confie son prochain film This Is Where I Leave You, inspiré du roman éponyme de Jonathan Tropper. Martin Campbell entre en négociation pour réaliser le film, en février 2009. Il en sera le réalisateur.

### Choix des interprètes
|                                                                        |  |  |
| Les acteurs Ryan Reynolds et Blake Lively au San Diego Comic-Con 2010. |  |  |

En avril 2009, la production a annoncé dans ses discussions, pour le rôle de Hal Jordan / Green Lantern, les noms de Chris Pine et de Sam Worthington. En avril de la même année, Brian Austin Green, étant fanatique de ce super-héros, a aussi fait campagne pour avoir le rôle de Hal Jordan. Mais aussi, Bradley Cooper, Jared Leto et Justin Timberlake ont également été pressentis.
En juillet 2009, Ryan Reynolds obtient le rôle titre du film.
En décembre 2009, un auteur sous pseudonyme cite Blake Lively parmi les cinq actrices éventuelles pour jouer le rôle de Carol Ferris, avec Eva Green, Keri Russell, Diane Kruger et Jennifer Garner,.

### Tournage

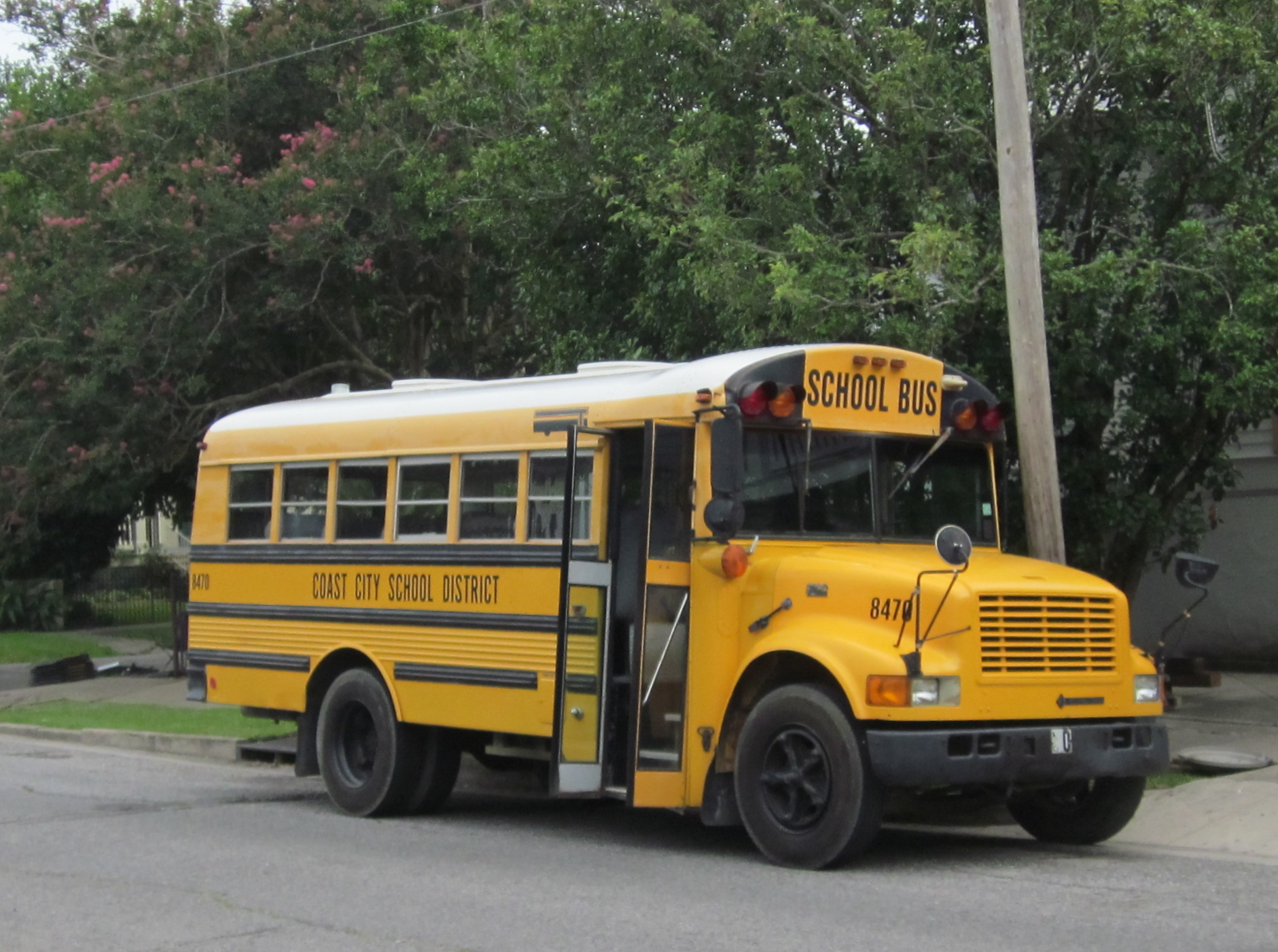
L'autobus scolaire avec la marque Coast City School District a été utilisé pour le tournage dans la section de Carrollton à Louisiane de La Nouvelle-Orléans, en juillet 2010.

Avec un budget de cent cinquante millions de dollars, le studio Warner Bros. Pictures a prévu de commencer le tournage en novembre 2009 dans le Fox Studios Australia (où avait également eu lieu la réalisation de Matrix, Moulin Rouge, Star Wars, épisode II : L'Attaque des clones, Star Wars, épisode III : La Revanche des Sith et Superman Returns). Cependant, la production est à nouveau repoussée à janvier 2010 pour des raisons économiques. Elle est ensuite délocalisée en Louisiane, le 3 mars 2010, pour le tournage d'essais sur Madisonville.

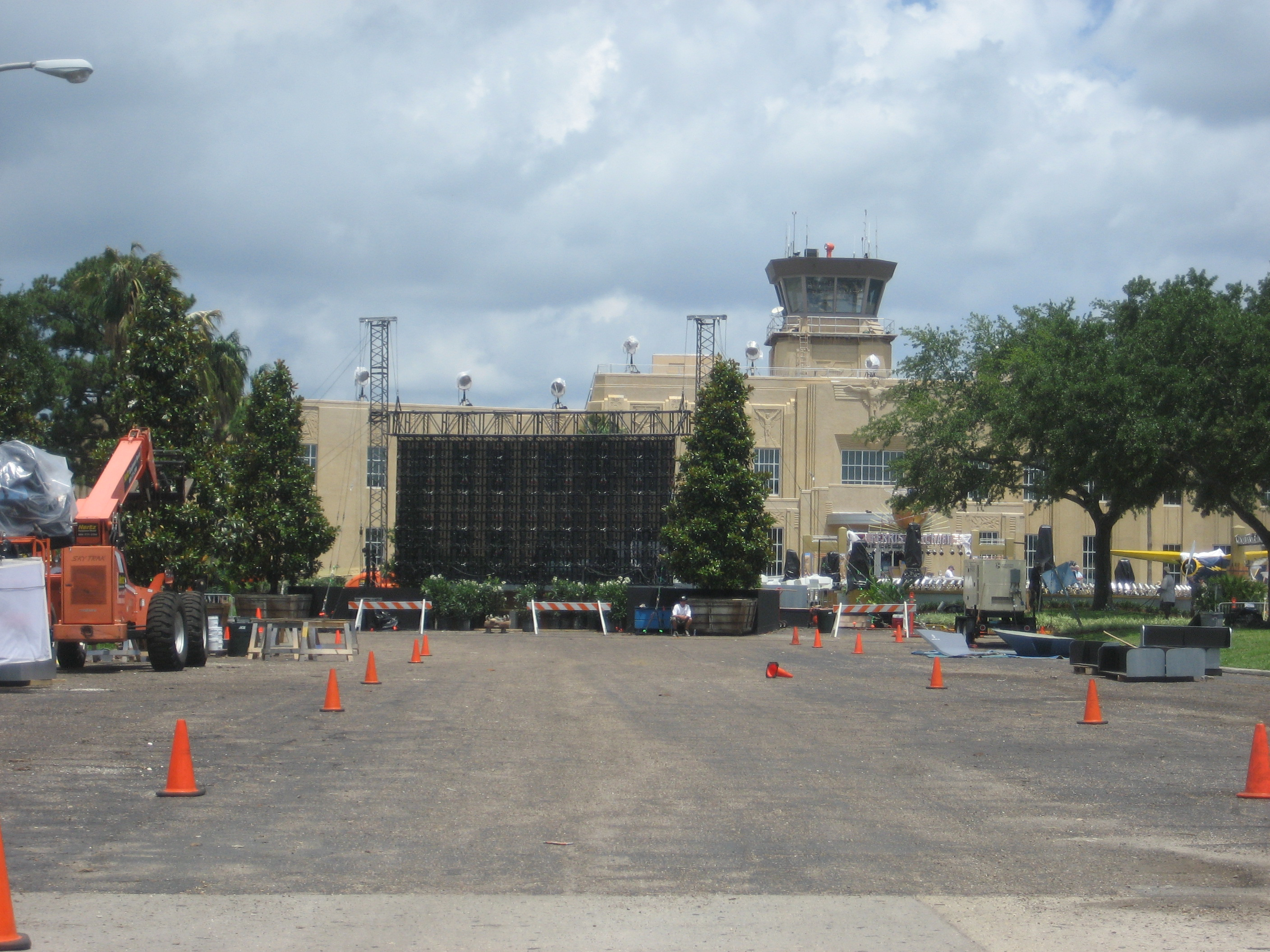
Tournage sur l'aéroport New Orleans Lakefront Airport.

Le tournage a réellement débuté le 15 mars 2010, dans La Nouvelle-Orléans. Angela Bassett rejoint, neuf jours après le début, l'équipe pour s'apprêter à jouer son rôle d'Amanda Waller. Une prise de vues du Palais des sciences de l'Université de La Nouvelle-Orléans est faite en avril et sont alors réalisées les scènes intérieures. Le tournage se déplace ensuite au studio WDSU-6 et, en mai, sur l'aéroport New Orleans Lakefront Airport. L'ensemble du tournage se termina le 6 août 2010.

#### Lieux de tournage
Les lieux de tournage impliquaient la Californie (États-Unis) dans les Warner Brothers Burbank Studios, à Burbank ; et la Louisiane, dans les rues, Main Street et St Mary Street, à Madisonville et dans les Studios Second Line, à La Nouvelle-Orléans.

## Accueil

### Sortie mondiale
L'avant-première, a lieu le 15 juin 2011, au Grauman's Chinese Theatre à Hollywood en Californie. Plusieurs journalistes, dont The Los Angeles Times, y questionneront le choix de Martin Campbell comme réalisateur et de Ryan Reynolds comme acteur principal.

### Accueil critique
Sur l'agrégateur américain Rotten Tomatoes, le film récolte 26 % d'opinions favorables pour 241 critiques. Sur Metacritic, il obtient une note moyenne de 39⁄100 pour 39 critiques.
En France, le site Allociné propose une note moyenne de 2⁄5 à partir de l'interprétation de critiques provenant de 20 titres de presse.
Malgré des réactions plutôt bonnes des fans devant les premières bandes-annonces au Comic-Con International de San Diego 2010, le film a reçu globalement de mauvaises critiques. La plupart de ceux-ci ont déprécié le film pour son scénario, son ton incohérent, son choix et sa représentation des méchants, et son utilisation des effets spéciaux numériques, tandis que certains ont tout de même loué la performance de Ryan Reynolds. Celui-ci exprimera plus tard son mécontentement vis-à-vis du film.
Pour Variety : « le film de Martin Campbell est un alliage fortement instable du dérivé sérieux, maladroit et direct ». Associated Press définit ce film comme « un triste amalgame aux dialogues exposés et aux effets spéciaux qui ne sont pas spécialement spéciaux ». New York Magazine déclare quant à lui que « Green Lantern est mauvais (…) ».
Le 15 juin 2011, lors de l'avant-première mondiale au Grauman's Chinese Theatre, le réalisateur Martin Campbell a avoué au Los Angeles Times que le costume de Green Lantern avait été révélé beaucoup trop tôt alors qu'il n'était pas totalement achevé, que les admirateurs du super-héros avaient bien accepté les premières bandes-annonces au Festival International du Comic-Con et que l'idée des images de synthèse tridimensionnelles n'étaient pas de lui.

### Box-office
Le 19 juin 2011, le box-office américain dévoile Green Lantern en première place avec 53 174 303 de dollars de recettes en un week-end, au-dessus de Super 8 de J. J. Abrams récoltant 21 472 020 de dollars de recettes,. Par rapport à Thor (avec ses 65 723 338 de dollars) et X-Men : Le Commencement (55 101 604 de dollars), le film est loin du succès attendu. La semaine suivante, Cars 2 se retrouve au top du box-office et Green Lantern se place au troisième rang avec 18 028 056 de dollars de recettes. Finalement, avec des recettes s'élevant à 221,5 millions de dollars pour un budget de 200 millions de dollars, le film demeure l'un des plus gros échecs au box-office mondial, contraignant Warner Bros. à annuler tout projet de suite.
- Mondial : 221,5 millions de dollars.
- États-Unis : 116 millions de dollars.
- France : 793 992 entrées environ.

## Distinctions
Entre 2011 et 2017, le film Green Lantern a été sélectionné 9 fois dans diverses catégories et a remporté 3 récompenses.
Lors de la cérémonie des Scream Awards 2010 à Los Angeles, le film est récompensé d'un Prix du Film le plus attendu (Most Anticipated Movie). Étant remis par sa covedette Blake Lively, c'est l'acteur Ryan Reynolds qui le reçoit après son apparition spectaculaire sur l'immense Batterie de Green Lantern derrière lui,.

### Récompenses
- Association professionnelle d'Hollywood (Hollywood Post Alliance) 2011 :
  - Prix HPA du meilleur son dans un long métrage pour John T. Reitz, Gregg Rudloff, Rick Kline, Per Hallberg, Karen Baker Landers, Warner Bros. Post Production Services et Soundelux.
- Prix Schmoes d'or 2011 : Schmoes d'or de La plus grande déception de l'année.
- Société Américaine des Compositeurs, Auteurs et Éditeurs de Musique (ASCAP) 2012 :
  - Prix ASCAP des meilleurs films au box-office pour James Newton Howard.

### Nominations
- Prix du jeune public 2011 :
  - Meilleur acteur dans un film de science-fiction ou fantastique pour Ryan Reynolds,
  - Meilleure actrice dans un film de science-fiction ou fantastique pour Blake Lively.
- Prix Schmoes d'or 2011 : Pire film de l'année.
- Prix Scream 2011 : Meilleur super-héros pour Ryan Reynolds (The Green Lantern / Hal Jordan).
- Prix Jupiter 2012 : Meilleure actrice internationale pour Blake Lively.
- Prix du film de fans (Fan Film Awards) 2017 : Meilleur scénario adapté pour Crafty St. James.

## Autour du film

### Marketing

#### Jeu vidéo
Le 23 juillet 2010, Warner Bros. Games annonce au Comic-Con International à San Diego en Californie que le jeu vidéo intitulé Green Lantern: Rise of the Manhunters est plein développement et compatible avec Xbox 360, PlayStation 3 et Nintendo Wii de Double Helix Games et Nintendo DS, PSP ainsi que Nintendo 3DS de Griptonite Games. Ceci, en stéréoscopie tridimensionnelle, est sorti le 7 juin 2011.

#### Animation
En mars 2010, le site américain Comics Continuum annonce qu'un film d'animation de Green Lantern, Green Lantern : Le Complot (Green Lantern: First Flight), est en cours aux studios Warner Bros. Animation, un projet en vidéofilm prévu pour en même temps que la sortie du film live. Le scénario se concentre sur les origines des Gardiens de Green Lanterns, surtout les anneaux verts. Le producteur Bruce Timm révèle dans une interview qu'une suite de ce film d'animation avait lieu, mais a été annulée parce qu'en même temps que la suite de Wonder Woman, le succès n'était pas au rendez-vous. Bruce Timm a cependant espéré que le film d'action reprenne l'intérêt d'une suite.
Finalement, Warner Bros. Animation a présenté Green Lantern : Les Chevaliers de l'Émeraude (Green Lantern: Emerald Knights), réalisé par Chris Berkeley, Lauren Montgomery et Jay Oliva, avec la voix originale de Nathan Fillion et la voix française de Paul Borne. Celui-ci est officiellement sorti en DVD et Blu-ray, en juin 2011 aux États-Unis et en France, le mois suivant.

### Suite éventuelle
Le réalisateur confirme qu'il y a une forte possibilité de voir une trilogie. En juin 2010, Warner Bros. avait embauché Greg Berlanti, Michael Green et Marc Guggenheim, ayant travaillé ensemble sur le scénario de ce film, pour écrire Green Lantern 2. Deux mois plus tard, la production a engagé Michael Goldenberg pour leur succéder et réécrire leur scénario.
La suite n'est cependant pas confirmée, plusieurs hypothèses ont été avancées contre sa possibilité. L'argument principal est économique : Green Lantern n'a pas récolté suffisamment d'argent par rapport au budget avancé pour sa production. Par ailleurs, Ryan Reynolds avait infirmé l'idée de jouer dans une éventuelle suite, il argue les ratés du premier film.